# 크라이시스 존
《크라이시스 존》(Crisis Zone)은 남코 (Namco, 현재 반다이남코어뮤즈먼트 (Bandai-Namco Amusement))로부터 업무용 및 가정용으로 발매되고 있는 건 슈팅 게임의 시리즈이다. 타임 크라이시스 시리즈의 3번째 작품이지만, 외전적 요소가 강하다.

## 주요 스테이지
스테이지는 총 세 개로 구성되어 있으며 쇼핑몰, 광장, 사무실 순이다. 미션을 뒤죽박죽 진행한다면 평범한 엔딩이 나오지만, 미션을 순서대로 진행한다면 사건의 원흉인 마지막 보스와의 보스전이 있는데, 이 보스를 쓰러뜨려야지만 완벽하다고 볼 수 있는 엔딩이 나온다.

## 등장인물

### S.T.F
S T F((Special Tactical Force))
플레이어가 소속되어있는 대테러집단
커맨더 케슬러
PS2판에만 등장하는 캐릭터. STF의 사령관 URDA에 의해 가랜드 스퀘어가 점거당하자, 크로드 맥가렌의 제1소대를 파견한다. 후에 URDA의 잔당에 의해 딸인 메릿사가 납치당하는 험한 경험을 하게 된다.
클로드 맥게렌
이 게임의 주인공. 대 테러전 특수부대 STF의 제1소대 대장직을 맡고있는 청년. 뛰어난 수완으로 수십명 정도의 소규모 부대로 URDA의 테러를 막아낸다.
아케이드판에서는 그냥 얼굴도 잘 안보이는 지나가는 잡병A였지만, PS2판에서 디자인이 대폭 바뀌어서 훤칠한 청년이 되었다.

### 히로인
멜리사 케슬러(Melissa Kessler)

### U.R.D.A
데릭 린치
테러리스트 조직 URDA의 두목이며 사건의 주모자. 붉은 베레모를 쓰고있으며 흰색 군용 코트를 입고 있다. 아케이드판에서는 대머리에 백인이었는데, PS2에서는 백발의 흑인으로 변경.
가랜드 스퀘어를 부하들과 점거하여 인질들을 이용해 고액의 몸값을 요구하는 한편, 일부의 정예병과 함께 가랜드 스퀘어 지하 5Km에 있는 극비 실험용 원자로 가이저-I의 제어실로 가, 가이저-I의 원자로를 폭발시켜 영국을 방사능 오염으로 개발살낸다는 무시무시한 계획을 세운다.
허나 가이저-I에 쳐들어온 제1소대와 교전을 펼치게 되고, 부하들을 대동하여 샷건을 마구 발사하고 수류탄을 던져대면서 저항하지만, 패배하여 총알세례에 벌집이 되어 사망. 폭주중이던 가이저-I도 크로드의 활약으로 작동을 중지해 그의 계획은 물거품이 되고 말았다.
자레드 헌터
PS2판에만 등장하는 캐릭터. 흑인에 얼굴 오른쪽에 문신을 새기고 있으며, 데릭의 부관으로 있다가 데릭이 죽은후에 그의 유지를 잇기위해 URDA를 다시 재건한다. 이번에는 글래스 마켓을 점거하고, 캐슬러 사령관의 딸 메릿사를 납치하여 영국에 수감되어 있는 URDA멤버의 석방을 요구했다.
그러나 역시나 크로드의 제1소대와 교전. 등뒤에 달고 있는 소형 로켓팩을 이용해 이리저리 날아다니면서 기관총과 근접전으로 크로드를 고전시키지만, 패배하고 이번에는 굴절식 레이저 빔포를 장착한 무장 보트로 도주. 헬기를 타고 뒤쫓아오는 크로드를 보트로 공격하지만 패배하여 보트와 함께 폭사.
타이거
호랑이라는 뜻의 코드네임을 가지고 있는 URDA의 간부. 파트너인 엣지와 같이 행동하며, 킹오브파이터의 장거한 마냥 거대한 체구에서 나오는 파워를 이용해 철근이나 컨테이너를 집어던지거나 손에 들고 있는 거대한 기관총을 난사하는 패턴을 사용해온다.
가랜드 테크놀러지 센터에서 엣지와 함께 제1소대를 상대하지만, 수류탄을 투척하기 위해 핀을 뽑은순간 위에서 크로드의 총격에 당한 엣지가 덥쳐오는 바람에 사이좋게 폭사.
엣지
칼날이라는 의미의 코드네임을 가지고 있는 URDA의 간부. 파트너인 타이거와 같이 행동하며, 붉은 베레모에 녹색의 전투복을 입고 있는 왠지 킹오브파이터의 최번개 같은 남자.
잔상이 남을정도의 초인적인 스피드와 마치 곡예를 보는듯한 화려한 움직임으로 상대를 현혹한후에 손에 장비하고 있는 검으로 쑤시거나 나이프를 대량으로 투척하는 패턴을 사용해온다. 후에 타이거와 함께 폭사.

### 본작 미등장 인물
본작에는 등장하지 않고 팬사이트에서만 등장한다.
지크루드(ジークルド/Zicrud)
U.R.D.A의 3대 리더. 엣지와 같은 무장을 하고 있다. 크리스탈 리의 숙부 사무엘을 죽였기 때문에 그녀가 죽도록 미워하는 악당이다. 유럽의 호전적인 테러리스트 집단 W.O.L.F.와 손을 잡고 아일랜드의 더블린에서 제작된 대량의 신형 테러 바이트를 밀매한다.
하이에나(ハイエナ/Hyena)
U.R.D.A의 공작원이며 IRA(아일랜드 공화국군)의 의뢰를 도왔다. 크리스탈 리에게 패배한 후 U.R.D.A에서는 리와 VSSE, 미군을 없애기로 하였다.

## 등장 병기

### 번외판
ZC-VICTORY URDA-V
번외판 스테이지 2의 보스로 U.R.D.A의 VTOL기.

## 평가
| 평가 |         |
| --- | ------- |
| 통합 점수 통합사 점수 메타크리틱 66/100 [ 1 ] 평론 점수 평론사 점수 1UP.com B− [ 2 ] EGM 7/10 [ 3 ] 유로게이머 7/10 [ 4 ] 게임 인포머 6.75/10 [ 5 ] 게임프로 [ 6 ] 게임스팟 6/10 [ 7 ] 게임스파이 [ 8 ] 게임존 7/10 [ 9 ] IGN 5/10 [ 10 ] OPM (US) [ 11 ] The Sydney Morning Herald [ 12 ] |         |
| 통합 점수 |         |
| 통합사 | 점수    |
| 메타크리틱 | 66/100  |
| 평론 점수 |         |
| 평론사 | 점수    |
| 1UP.com | B−      |
| EGM | 7/10    |
| 유로게이머 | 7/10    |
| 게임 인포머 | 6.75/10 |
| 게임프로 | [ 6 ]   |
| 게임스팟 | 6/10    |
| 게임스파이 | [ 8 ]   |
| 게임존 | 7/10    |
| IGN | 5/10    |
| OPM (US) | [ 11 ]  |
| The Sydney Morning Herald | [ 12 ]  |